# Marocká hokejová reprezentace
Marocká hokejová reprezentace je národní hokejové mužstvo Maroka. Hokejový svaz sdružuje 90 registrovaných hráčů (z toho 50 seniorů), majících k dispozici 1 halu s umělou ledovou plochou. Maroko je členem Mezinárodní federace ledního hokeje od 22. května 2010.
Na přelomu září a října roku 2017 se zúčastnila ve městě Canillo v Andoře turnaje Development Cup. Turnaj vyhrála, když zvítězila s Irskem, s Portugalskem a s Andorrou.

## Mezistátní utkání Maroka
16.06.2008  SAE 9:0 Maroko 
17.06.2008  Kuvajt 6:3 Maroko 
18.06.2008  Maroko 9:6 Alžírsko 
19.06.2008  Kuvajt 9:0 Maroko 
20.06.2008  Maroko 7:5 Alžírsko 